# 대한민국 민법 제125조
대한민국 민법 제125조는 대리권 수여의 표시에 의한 표현대리에 대한 민법조문이다.

## 조문
제125조(대리권수여의 표시에 의한 표현대리) 제삼자에 대하여 타인에게 대리권을 수여함을 표시한 자는 그 대리권의 범위내에서 행한 그 타인과 그 제삼자간의 법률행위에 대하여 책임이 있다. 그러나 제삼자가 대리권없음을 알았거나 알 수 있었을 때에는 그러하지 아니하다.

## 해설

### 표현대리의 요건사실
1. 본인이 타인에게 대리권을 수여한 것을 상대방에게 표시한 사실
2. 대리인으로 표시된 자가 본인을 위한 것임을 표시하고 법률행위를 한 사실
3. 위 법률행위가 위 대리권의 범위 내에 속하는 사실

## 판례
- 민법 제125조가 규정하는 대리권 수여의 표시에 의한 표현대리는 본인과 대리행위를 한자 사이의 기본적인 법률관계의 성질이나 그 효력의 유무와는 관계없이 어떤 자가 본인을 대리하여 제3자와 법률행위를 함에 있어 본인이 그 자에게 대리권을 수여하였다는 표시를 제3자에게 한 경우에 성립한다[1]
- 소외 1의 명함에 그 직책이 영업팀장으로 기재되어 있었다는 위 인정사실만으로는 피고가 소외 1에게 이 사건 계약에 관한 대리권을 수여하였다는 표시를 원고에게 하였다고 인정하기 부족하다[2]

## 같이 보기
- 표현대리
- 대한민국 민법 제126조 권한을 넘은 표현대리